# Linderud

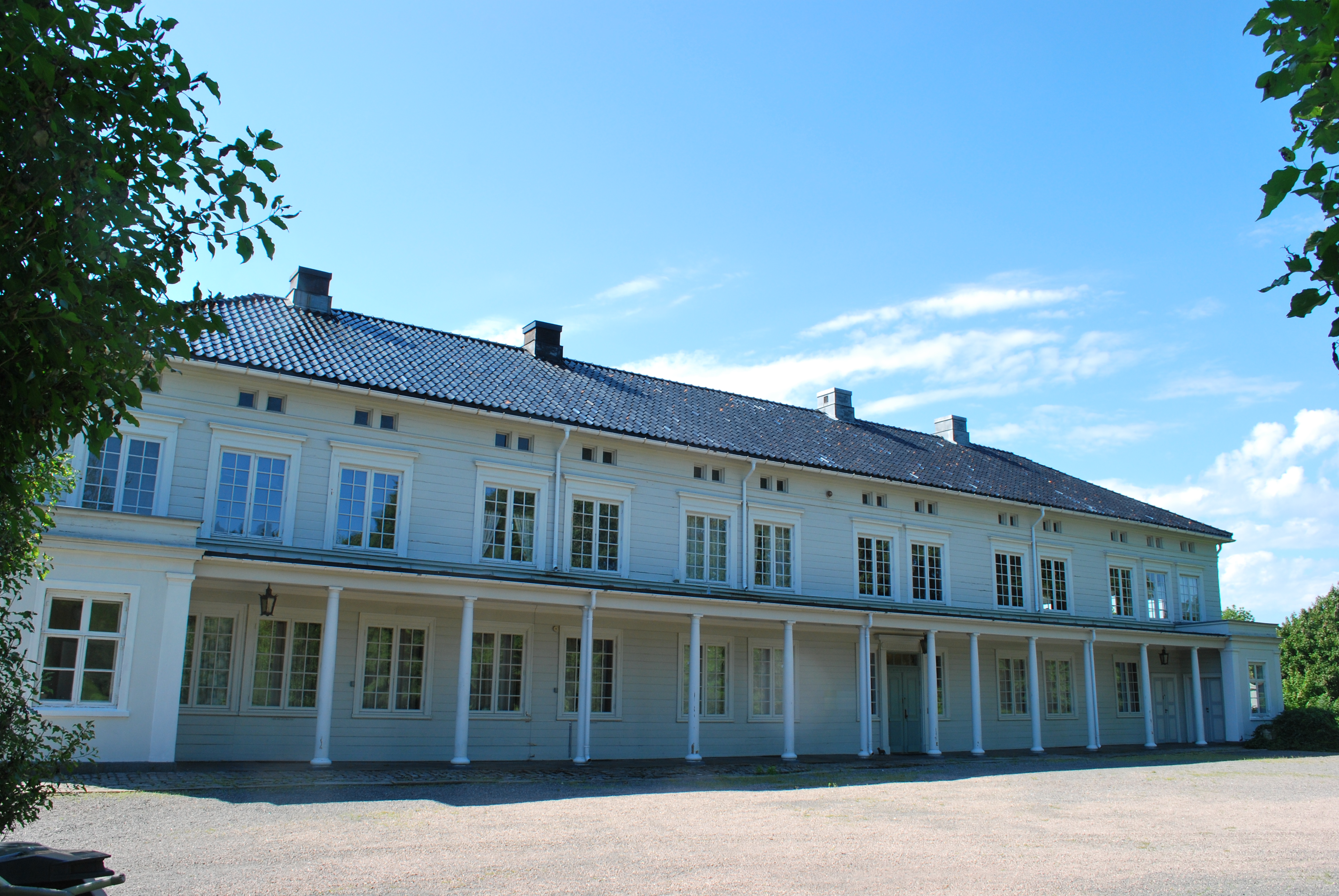
Linderuds mangårdsbyggnad.

Linderud är en herrgård i Østre Aker i Norge.
Linderud var ursprungligen klostergods under Mariakyrkan i Oslo, blev senare kronogods, men kom 1679 i byskriver Mogens Lauritzens ägo och genom hans sondotter till släkten Mathiesen samt innehades från 1893 av Christian P. Mathiesen. Linderud har i äldre och nyare tid spelat en roll i Kristianias och dess omnejds sällskapsliv. Numera tillhör den Akershusmuseet.